# Jill Atkins
Gillian „Jill“ Atkins, nach Heirat Gillian Mackley, (* 30. Mai 1963 in Bradford) ist eine ehemalige britische Hockeyspielerin. Sie war Olympiadritte bei den Olympischen Spielen 1992 und Europameisterin 1991.

## Leben
Jill Atkins gehörte zur englischen Nationalmannschaft, die bei der Weltmeisterschaft 1986 den fünften Platz belegte. Bei den Olympischen Spielen 1988 in Seoul trat sie mit der britischen Nationalmannschaft an. Die Britinnen erreichten in der Vorrunde den zweiten Platz hinter den Niederländerinnen. Nach einer 2:3-Halbfinalniederlage gegen die australische Mannschaft trafen die Britinnen im Spiel um Bronze wieder auf die Niederländerinnen und unterlagen mit 1:3.
1991 fand die Europameisterschaft in Brüssel statt. Die Engländerinnen gewannen ihre Vorrundengruppe und bezwangen im Halbfinale die Niederländerinnen. Im Finale besiegten sie die deutsche Mannschaft mit 2:1. Ein Jahr später bei den Olympischen Spielen 1992 in Barcelona belegten die Britinnen in der Vorrunde den zweiten Platz hinter den Südkoreanerinnen. Nach einer 1:2-Niederlage gegen die Deutschen im Halbfinale spielten die Britinnen gegen die Südkoreanerinnen um Bronze und gewannen mit 4:3 nach Verlängerung.
1996 bei den Olympischen Spielen in Atlanta gab es nur eine Vorrundengruppe, in der jede Mannschaft gegen alle anderen spielte. Die nach der Vorrunde drittplatzierten Britinnen trafen im Spiel um Bronze auf die nach der Vorrunde viertplatzierten Niederländerinnen und unterlagen im Penaltyschießen. Jill Atkins erzielte beim 3:2 gegen die Deutschen zwei Tore.